# Бранку
Бранку (порт. Branco) — малый необитаемый остров Кабо-Верде, входящий в Надветренную группу островов (Барлавенту). Расположен между островами Сан-Николау и Санта-Лузия. В координатном отношении остров занимает позицию между 16º39’00" и 16º40’30" северной широты и 24º39’40’’ и 24º41’30’’ западной долготы.
Своё название «Бранку» (порт. Branco — белый) получил из-за белых песчаных дюн у северного и южного склонов, которые видны с большого расстояния. Острову присвоен статус заповедника наряду с островами Санта-Лузия и Разу.

## Геоморфология
Остров Бранку — один из самых низких островов архипелага, его максимальная высота 327 м. По форме он сильно вытянут в направлении с северо-запада на юго-восток (длина примерно 3,7 км); в перпендикулярном направлении размер острова около 1 км.

## История
Впервые геологическое описание острова было дано Бебиано Ж. Б. (порт. Bebiano J.B.) в работе «Геология архипелага Кабо-Верде», изданной в 1932 году. Была разработана картографическая схема и описана структура острова.
Рауль Митчелл-Томэ (порт. Raoul C. Mitchell-Thomé) в своей работе «Геология островов Атлантического океана» собрал и классифицировал геологические знания о Кабо-Верде, дав также небольшую характеристику Бранку.